# Rick Vogel
Rick Vogel (* 1977 in Wuppertal) ist ein deutscher Ökonom.

## Leben
Er studierte in Wuppertal Wirtschaftswissenschaft mit Schwerpunkt Planung und Organisation. Nach der externen Promotion 2005 an der Universität Wuppertal war er von 2005 bis 2011 wissenschaftlicher Mitarbeiter an der Universität Hamburg, wo er sich 2011 habilitierte und die Venia Legendi für Betriebswirtschaftslehre erhielt. Er war Professor für Public Management & Public Policy an der Zeppelin Universität. Seit 2015 ist er Inhaber des Lehrstuhls für Betriebswirtschaftslehre, insbesondere Public Management, an der Universität Hamburg.
Seine Forschungsschwerpunkte sind Verhaltenswissenschaftliche Grundlagen öffentlicher Dienstleistungsproduktion, Führung im Öffentlichen Sektor, Konfigurationen der Steuerung öffentlicher Organisationen, institutioneller Wandel im öffentlichen Sektor und intersektorale Partnerschaften.

## Schriften (Auswahl)
- Zur Institutionalisierung von new public management. Disziplindynamik der Verwaltungswissenschaft unter dem Einfluss ökonomischer Theorie. Wiesbaden 2006, ISBN 3-8350-0269-4.
- mit Rainer Koch: Paradigmenkonkurrenz im Public Management. Zur Kritik des Diskurses um Management-Entwicklungen. Wiesbaden 2013, ISBN 3-8349-4414-9.